# Crisis económica en Venezuela de 2013-presente
La crisis económica en Venezuela, también denominada depresión económica venezolana, o colapso económico venezolano, se refiere al deterioro de los principales indicadores macroeconómicos en Venezuela durante el gobierno de Nicolás Maduro (en el poder desde 2013), aunque con antecedentes surgidos durante los últimos años de su predecesor en el cargo, Hugo Chávez; así como en las crisis de los años 80s y 90s, y cuyas consecuencias se han extendido en el tiempo, no solo en el plano económico sino también en el político y social del país sudamericano. 
Los antecedentes de la crisis se sitúan en 2009-12 donde se prefiguraron algunos problemas, que con la caída generalizada del PIB a partir de 2013 producirían un grave crisis económica, social e incluso institutional. En el periodo anterior a la caída del PIB el gobierno trató de controlar mediante de un sistema de control de cambio de la moneda, que trajo como consecuencia una crisis financiera bancaria en 2009 a causa de la corrupción en el mal uso de las divisas, el crecimiento de la deuda externa, la crisis energética, la escasez de alimentos (en abril de 2010 la falta de harina de trigo en las panaderías se hace evidente debido al control de precios decretado desde 2003, debido a la creciente diferencia con el tipo de cambio oficial controlado por CADIVI, así como de otros productos como azúcar, aceite, pasta, leche en polvo, margarina y harina de maíz y medicamentos), la crisis bancaria en noviembre de 2009 y 2016, la estatización de empresas privadas y agroindustriales, la inflación, la dependencia al petróleo, la falta de divisas (para individuos y empresas), y finalmente, el aumento de desempleo; lo que se tradujo en el surgimiento de movimientos sociales encaminados a cambiar el modelo económico y productivo, así como para cuestionar el sistema político, exigiendo una renovación democrática. 
La disminución del crédito a empresarios por parte de los bancos y las cajas de ahorros, algunas políticas de gasto llevadas a cabo por el gobierno central, el elevado déficit público de las administraciones municipales, corrupción política, deterioro de la productividad, competitividad y la alta dependencia de las importaciones son otros de los problemas que también han contribuido al agravamiento de la situación. La crisis se ha extendido más allá de la economía para afectar a los ámbitos institucionales, políticos y sociales, dando lugar a la denominada crisis en Venezuela que continúa en la actualidad, y además ha entrado en un proceso de hiperinflación, proyectada por el Fondo Monetario Internacional (FMI) en 10.000.000 % para 2019, convirtiéndola así en una de las peores de América Latina. Para marzo de 2021 se hizo evidente la escasez de transporte pesado por la falta de combustible diésel. Venezuela lleva 7 años de recesión económica declaró el ministro de planificación Ricardo Menéndez. En enero de 2023 el dirigente empresarial Juan Pablo Olalquiaga, expresidente de Conindustria dijo que era un mito que «Venezuela se arregló» y opinó que para recuperar la economía se requiere un «gobierno legítimo», y que «ésta está íntimamente entrelazada con el rescate de la educación y del hoy pervertido sistema judicial». Luego de los resultados de las elecciones presidenciales de julio de 2024 el economista Alejandro Grisanti Capriles, de la firma Ecoanalítica, prevé que Venezuela sufrirá de un profundo aislamiento financiero con la permanencia de Nicolás Maduro al frente del país. El experto considera que ha de esperarse que el Fondo Monetario Internacional (FMI) tampoco reconozca el nuevo gobierno de Maduro, razón por la que tampoco podrá acceder a los derechos especiales de giro (DEG) que le corresponden a Venezuela desde el 2019.

## Antecedentes
La economía de Venezuela históricamente ha estado orientada a las exportaciones del petróleo y sus derivados, y ha sido dependiente de las importaciones de importantes rubros, razón por la cual la cotización histórica del bolívar venezolano expresada en unidades de moneda local por dólar estadounidense ha sido clave en la toma de decisiones de los agentes económicos. Desde mediados del siglo XX se mantuvo la estabilidad y fiabilidad que había caracterizado al bolívar como signo monetario, cuya última cotización libre del 18 de febrero de 1983 fue de 4,30 bolívares por dólar. Desde entonces, la constante devaluación del bolívar y el crecimiento de la deuda externa trajeron complicaciones con el pago de la misma, el acelerado deterioro del poder adquisitivo y la implantación de un control de cambio llamado "Régimen de Cambio Diferencial" (RECADI) —que funcionó entre el 28 de febrero de 1983 y el 10 de febrero de 1989 y que tuvo casos serios de corrupción durante el gobierno de Jaime Lusinchi— hicieron desaparecer la estabilidad cambiaria de la moneda venezolana.
En los primeros años del mandato de Chávez, sus programas sociales recién creados necesitaron grandes inversiones para producir los cambios deseados en el país. El 5 de febrero de 2003, el gobierno creó CADIVI, un sistema de control de cambio encargado de los procedimientos de manejo de divisas. El pretexto de su creación fue controlar la fuga de capitales, estableciendo límites a los individuos y empresas ofreciéndoles solamente una cantidad fijada de una moneda extranjera. El prolongado tiempo de esta medida produjo en tres años el límite de entrega en moneda extranjera, que condujo a la creación de una economía de mercado negro de divisas porque los comerciantes venezolanos necesitaban un flujo confiable y constante de divisas extranjeras para adquirir los productos importados que el estado no pudo suplir. Para financiar sus programas sociales, el Gobierno permitió al Banco Central de Venezuela imprimir más bolívares sin respaldo por lo que el bolívar siguió devaluándose. La producción de petróleo bajó, la nacionalización de empresas hizo estragos en la economía y el país fue agotando sus reservas paulatinamente.
Esta regulación cambiaria establecida por el gobierno limitó la cantidad de moneda extranjera que los comerciantes podían recibir para sus importaciones, lo que incentivó la compra de divisas en el mercado negro, la escasez, la falta de competencia provocó un aumento de precios para la venta al público. Las altas tasas en el mercado negro dificultan a las empresas comprar bienes e insumos necesarios. Es la manera en que el gobierno presiona a estas empresas a regular sus precios de vez en cuando. Esto llevó a las empresas a vender sus productos con baja ganancia e incluso pérdida; por ejemplo, las franquicias venezolanas de McDonald's que ofrecen una comida de Big Mac por solo 1 dólar. Debido a los bajos beneficios que obtienen las empresas, surge una escasez, debido a que son incapaces de importar la cantidad necesaria de bienes que Venezuela necesita y dependen para funcionar. La compañía de Venezuela más grande de producción de alimentos, Empresas Polar, declaró que era posible que necesiten suspender parte de la producción durante todo 2015 debido a que les deben 463 millones de dólares a muchos de los proveedores extranjeros. El último informe de escasez en Venezuela mostró que 22,4 % de los productos necesarios que no se encontraron en existencias. Este fue el último informe del gobierno porque el Banco Central ya no publica el índice de escasez mensualmente (la publicación aparece con el retraso de un año o más). Esto ha llevado a un sistema de especulación, y de esa forma un mecanismo del gobierno para esconder su incapacidad para controlar la economía que podría crear dudas futuras acerca de la veracidad de los datos económicos suministrados por el gobierno a las diferentes entidades internacionales financieras.
El 29 de mayo de 2019 luego de 3 años, el Banco Central de Venezuela admitió una hiperinflación de 53.798.500% entre 2016 y abril de 2019, al publicar los datos del Índice Nacional de Precios al Consumidor y que los cuatro primeros meses del año 2019 el BCV indican que la inflación acumulada hasta abril es de 1,047%. Según la Asamblea Nacional la inflación acumulada para 2019 cerro en diciembre en 7 374.4% con un descenso continuo de los últimos cuatro meses. El mes de enero de 2020 volvió presentar un repunte en la inflación con un 65.4%.  Para varios economistas la hiperinflación continuará durante el año 2020, mientras no se motive la producción nacional y se priorice la importación de materia prima para reactivar la industria

### Inflación
Debido a la falta de una buena administración, el mal manejo de los ingresos del boom petrolero y el excesivo endeudamiento en el quinquenio 2005-2010 la deuda venezolana se incrementó, Venezuela tradicionalmente ha exportado todo su petróleo al exterior, los primeros síntomas de la inflación en Venezuela tiene sus comienzos en 2007 para ese año la inflación cerro el año en un 22,45% para el año 2008 la inflación anual cerro en 31,9%, el bum petrolero en 2008 permitió que 2009 cerrara con una inflación del 26,91%, la mala administración del gobierno de los fondos públicos con el uso de dineros del FONDEN para la compra de bonos de la deuda Argentina que permitió la especulación con el dólar paralelo y bancos de amigos corruptos, lo que ocasionó  gastos y pérdidas con la ola de expropiaciones por causas advertidas de la aplicación del control de precios y políticas propias del gobierno populista. La mala inversión de compra en instrumentos de Lehman Brothers en la bolsa de Nueva York, después de que esta empresa quebrara en septiembre de 2008, el FONDEN debió perder un 80 % de su inversión, mejor dicho el estado venezolano aposto ganancias y perdió 700 millones de dólares.
El año 2010 cerró con una inflación del 27,35 %, de las más altas de América Latina y la producción petrolera bajando, llegaría más tarde el segundo boom petrolero pero sin mejorar las variables de producción petrolera nacional y sin cambios en el gasto público y la política económica (un precio de la gasolina regalada y de otros servicios) aunada con un arrase de las reservas de divisas por una corrupción descontrolada que dio origen a una crisis bancaria en 2009.
La crisis energética de los años 2014 produjo una tendencia inflacionista. En junio de 2013, la inflación acumulada en los últimos doce meses fue del 51,53%. La abrupta caída de la producción de petróleo y la baja del precio del petróleo después del boom petrolero entre 2014 a 2016, hizo temer un riesgo de hiperinflación, Venezuela alcanzó la tasa de inflación más alta en los últimos 35 años, en 2015 y en noviembre de 2017 la Asamblea Nacional declaraba que Venezuela había entrado en un proceso de hiperinflación, era la primera vez en la historia venezolana, desde que existen datos registrados. En diciembre de ese año, la economía siguió contrayéndose al tiempo que aumentaba la inflación otra vez. Entre 2017 y 2018, los precios subieron un 2616%, esta subida combinada con medidas de austeridad y un alto desempleo impactaron negativamente en el nivel de vida de los venezolanos. Al mismo tiempo, los salarios medios decrecieron (reales) y el poder de compra adquisitivo se redujo notablemente. El 20 de agosto de 2018 queda eliminado el dólar DIPRO que estaba en 10 bolívares por dólar considerado como el dólar preferencial y queda derogada la ley del Régimen cambiario y los ilícitos cambiario y el artículo 138 del decreto de Ley del Banco Central de Venezuela publicado en la Gaceta Oficial de Venezuela Nro 41.452 del 2 de agosto de 2018. En 2019 decrece la inflación, nuevas medidas económicas tomadas como la autorización de venta de dólares a través de los bancos entre personas naturales y jurídicas permite seguir controlando la inflación.
| 2006    | 2007    | 2008   | 2009    | 2010    | 2011    | 2012    | 2013    | 2017      | 2018          | 2019      | 2020      | 2021    | 2022   |
| 16.96 % | 22.45 % | 31.9 % | 26.91 % | 27.35 % | 28.98 % | 19.53 % | 51.53 % | 2 583.7 % | 1 698 488.2 % | 7 374.4 % | 3 713.0 % | 660.0 % | 305.7% |

## Indicadores de la crisis

### Desempleo
El 30 de abril de 2012 se aprobó la nueva ley del Orgánica del trabajo con la cual se incluyó a los vendedores informales de la calle como trabajadores formales, este nuevo concepto alteró el índice de desempleo con lo cual ese año según los datos del INE el desempleo bajó históricamente a 890.000 personas (un 7,82% de la población activa) de esta forma se disimuló el inicio de la pérdida de puestos de trabajo, después pasó a registrar un máximo histórico en el primer trimestre de 2016 con más de 2 700 000 desempleados (un 18%), con un desempleo juvenil (desempleados menores de 25 años) de más de 349 000 personas (26,5%). La crisis ha afectado en especial a los jóvenes, con un índice de desempleo juvenil de más de 30 % en 2016. Para 2020 el desempleo se calculó en 58,3 %  Un estudio del BID sobre el desempleo describe un 42.23% durante 2022 Nicolás Maduro presentó en su informe anual de 2023 que el desempleo se encuentra en 7,8 %. En el siguiente cuadro se consideran las cifras de desempleo del primer trimestre de cada año, se tiene la siguiente serie:
| Mandato      | Período | Desempleo total | Salario mínimo (dólar) mes mayo del año |
| ------------ | ------- | --------------- | --------------------------------------- |
| III (Chávez) | 2007 T1 | 8,49 %          | $ 250.91                                |
| III (Chávez) | 2008 T1 | 7,35 %          | $ 383.89                                |
| III (Chávez) | 2009 T1 | 7,88 %          | $ 223.88                                |
| III (Chávez) | 2010 T1 | 8,51 %          | $ 245.74                                |
| III (Chávez) | 2011 T1 | 8,2 %           | $ 255.50                                |
| III (Chávez) | 2012 T1 | 7,82 %          | $ 289.80                                |
| I (Maduro)   | 2013 T1 | 7,47 %          | $ 127.82                                |
| I (Maduro)   | 2014 T1 | 7,99 %          | $ 80.16                                 |
| I (Maduro)   | 2015 T1 | 14,02 %         | $ 22.92                                 |
| I (Maduro)   | 2016 T1 | 18,1 %          | $ 33.06                                 |
| I (Maduro)   | 2017 T1 | 25,3 %          | $ 32.74                                 |
| I (Maduro)   | 2018 T1 | 33,3 %          | $ 2.04                                  |
| I (Maduro)   | 2019 T1 | 47.9 %          | $ 6.09                                  |
| I (Maduro)   | 2020 T1 | 58.3 %          | $ 2.55                                  |
| I (Maduro)   | 2021 T1 |                 | $ 3.26                                  |
| I (Maduro)   | 2022 T1 | 40.23%[48]      | $ 30.22                                 |
| I (Maduro)   | 2023 T1 |                 | $ 4.95                                  |
- Fuente : Anexo:Salario mínimo en Venezuela
- Nota: El Instituto Nacional de Estadística (INE) del país caribeño no informa sobre la tasa de desempleo desde 2018-2021[51]

### Producto interior bruto

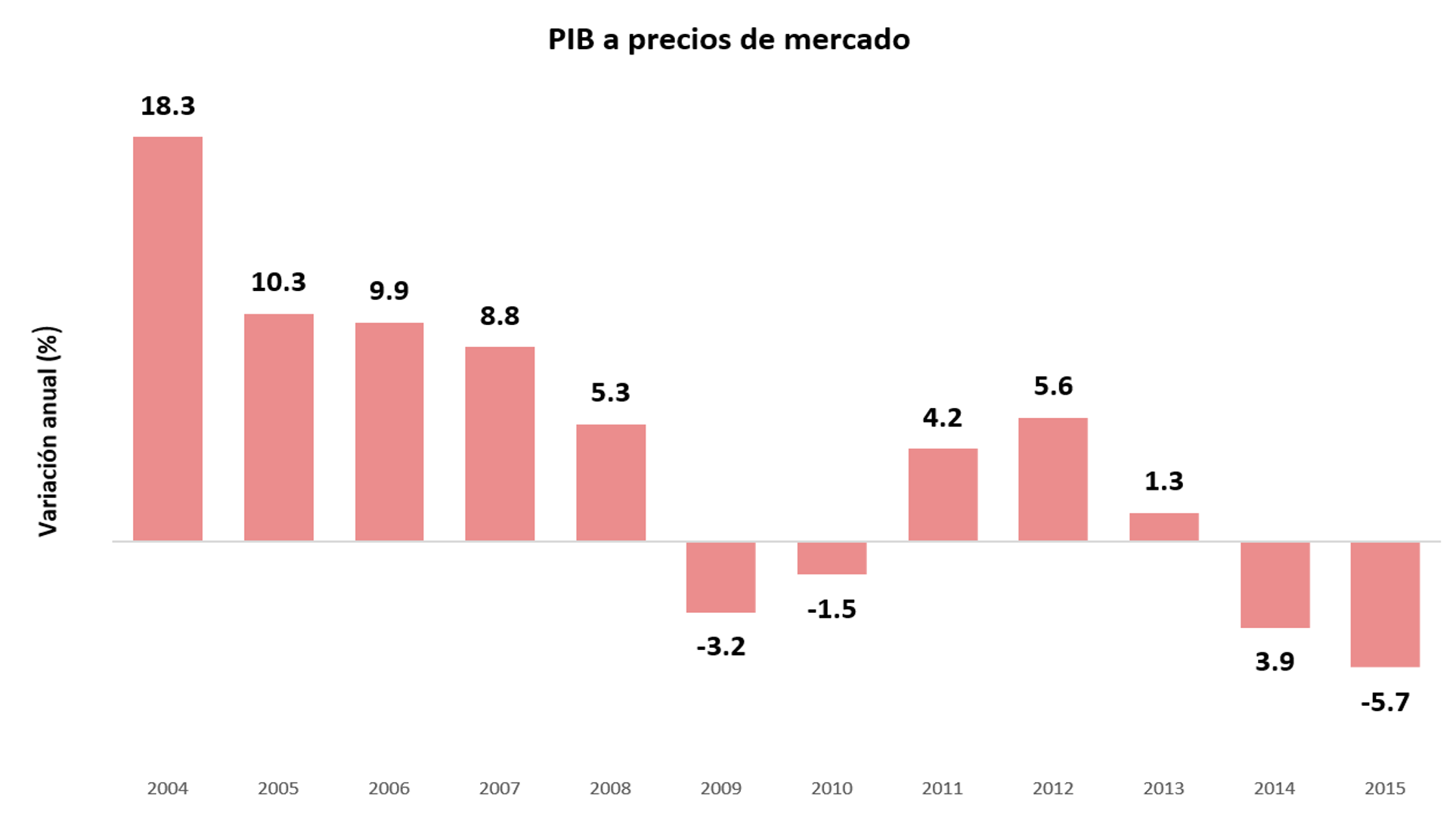
Evolución de la variación anual del PIB a precios constantes de 1997 (2004-2015) según el Banco Central de Venezuela

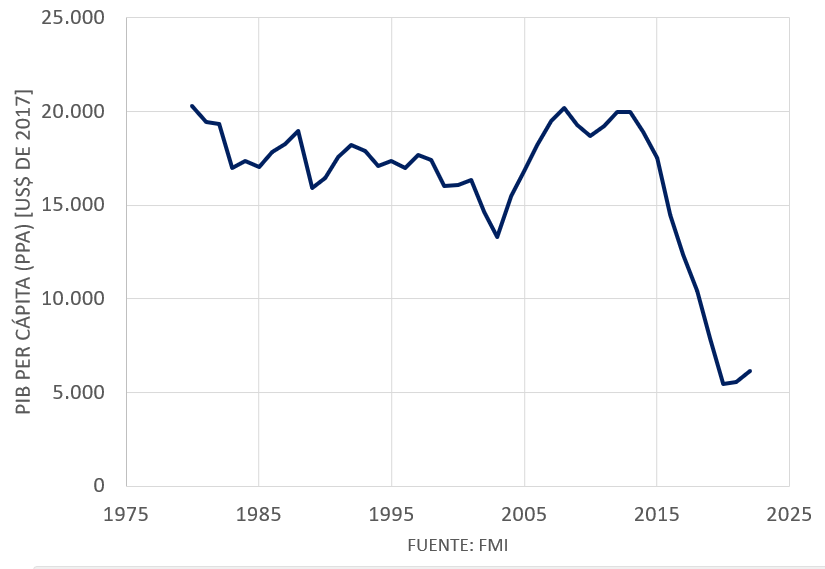
Evolución histórica del PIB per cápita (PPA) a precios constantes (en dólares de 2017), según el FMI.

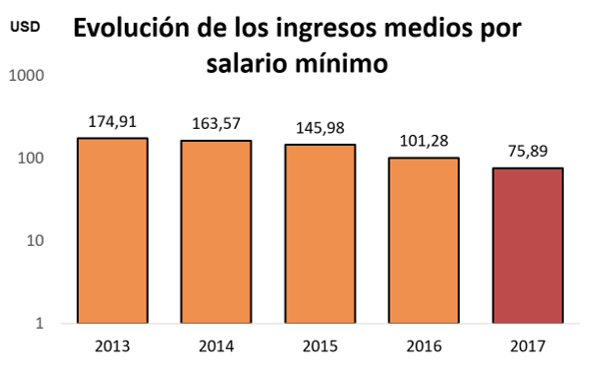
Ingreso por salario mínimo de acuerdo al INE

El producto interior bruto (PIB) registró un encogimiento continuado durante el primer semestre de 2013 que provocó, que Venezuela entre en una recesión en el tercer trimestre de 2014. Esta serie de recesiones han hecho que el PIB per cápita de Venezuela haya pasado de ser el quinto de la media de la América Latina en 2011 a representar el sexto de la misma en 2017. El PIB per cápita alcanzó un mínimo en 2020, y desde entonces sólo ha experimentado una mejora modesta.
Como consecuencia de la caída de la actividad económica el ingreso pasó de un 26,1 % del PIB a un 5,9 % en 2019, sin embargo, la imposibilidad de recortar los gatos a corto plazo produjo un endeudamiento del gobierno. El estado del bienestar cayó notoriamente, lo que sumado a la grave situación económica produjo por el éxodo masivo de venezolanos hacia el exterior, entre 2016 y 2022, el país perdió 3,8 millones de habitantes. 
Sólo a partir de 2022 se observó mejora con un crecimiento del 18 %, tras una contracción superior al 75 % del PIB.

### Calificaciones crediticias
Según muchas de las agencias de calificación, a inicios de 2013, las calificaciones crediticias de Venezuela fueron rebajadas a "bonos basura" o por debajo de grado de inversión con perspectivas negativas. En un poco más de un año, Standard & Poor's rebajó la calificación crediticia de Venezuela en tres ocasiones; de B+ a B en junio de 2013, B a B-, en diciembre de ese año y de B- a CCC + en septiembre de 2014. Fitch Ratings bajó cada una de las calificaciones crediticias de Venezuela 03 2014 de B+ a B. En diciembre de 2013, Moody's Investors también rebajó ambas calificaciones de (B1) y de moneda extranjera (B2) a Caa1. las razones señaladas de los cambios de calificación crediticia fueron el gran incremento de la probabilidad de un colapso económico y financiero, debido a las políticas del gobierno venezolano y una tasa "descontrolada" de inflación.

### Índice de precios al consumo

Inflación en América Latina. Escala logarítmica. FMI.

A lo largo de la primera mitad de 2013, los precios empezaron a subir considerablemente, situando la variación anual del Índice de Precios al Consumidor (IPC) en diciembre de ese año en el 56,2%. La inflación anual alcanzó un máximo histórico del 68,5% en diciembre de 2014 debido a la devaluación de la moneda y, tras meses de subidas, entró por primera vez desde que se tienen registros en una hiperinflación prolongada, llegando a marcar una alta puntuación del 50,6% solo en el mes de octubre de 2017
Un estudio realizado por CEDA (Centro de Documentación y análisis para los trabajadores) indica que la cesta básica, sube 1% diariamente siendo estos productos de consumo, los que experimentaron un mayor incremento: raíces, tubérculos y otros (29,4%); frutas y hortalizas (27,4%), pescados y mariscos (22,6%); azúcar y sal (22,5%); carnes y sus preparados (21,3%).

### Deuda externa sin control

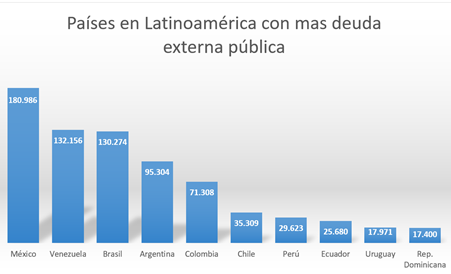
Países en Latinoamérica con más deuda externa pública según la CEPAL

La deuda pública, que representó un 34,62 % del PIB en 2010, después de que la Asamblea Nacional alterara la Ley de administración Financiera el 29 de marzo de 2009 y la Ley del BANDES la deuda se multiplicó en tres años, situándose en el 52,1 % en 2013, y en 2018 alcanzó el 161% del producto interior bruto. En cambio, la prima de riesgo comenzó a dispararse a finales de 2014 hasta la cifra de alta puntuación de 3181 puntos, acrecentando los temores de un posible rescate económico del Fondo Monetario Internacional a Venezuela. La prima de riesgo marcó una alta puntuación en agosto de 2017, anotando 5000 puntos básicos superando ocho veces la prima de riesgo de Grecia.
| 2006   | 2007   | 2008   | 2009   | 2010   | 2011    | 2012    | 2016    | 2018    |
| 46.136 | 55.548 | 54.336 | 73.647 | 89.951 | 106.567 | 128.505 | 149.296 | 160,831 |

### Morosidad bancaria

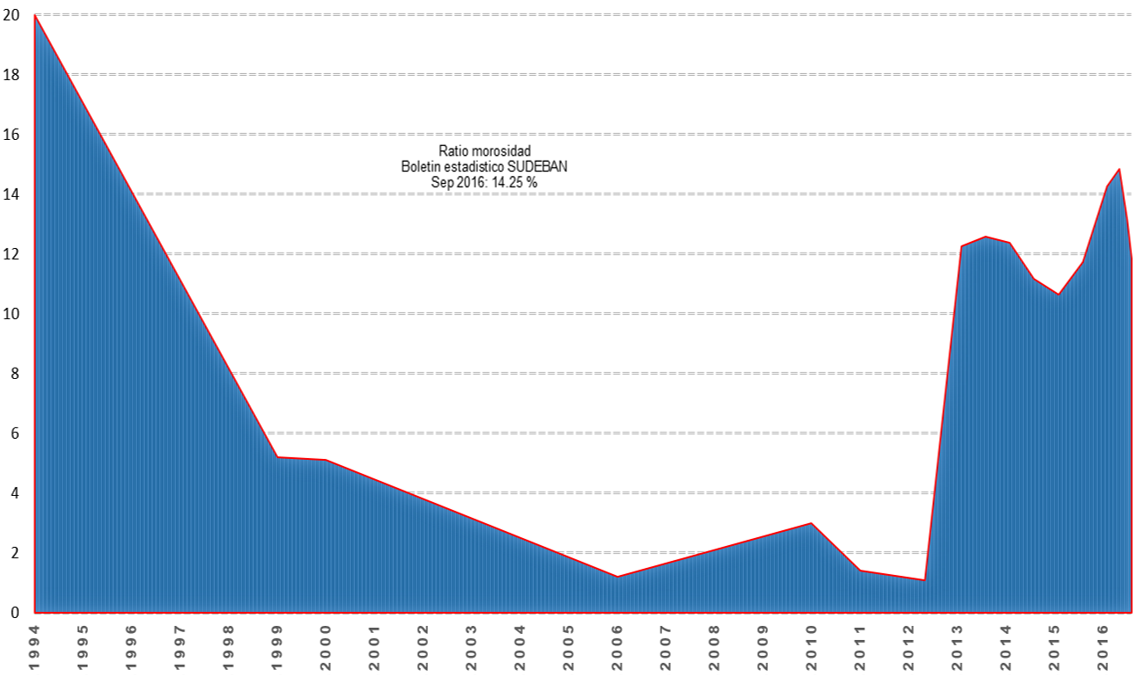
Evolución del ratio de morosidad bancaria según Boletín estadístico de la SUDEBAN.

El ratio de morosidad alcanzó los niveles más altos desde que se empezó a utilizar este indicador, superando incluso los alcanzados durante la Crisis bancaria de 1994 de Venezuela. En mayo de 2014, el ratio máximo se ha registrado en diciembre de 2013, con un valor de 14.14 %.
Desde noviembre de 2017 el gobierno lleva atrasado el pago de los Bonos Soberano y Bonos PDVSA en total son 17 tipos de papeles 3 están en Default y los restantes en mora que suman un valor de 2.014 millones de dólares marzo 2018. Para enero de 2020 Venezuela continuó de dejar de pagar su deuda externa y está acumulando fuertes intereses desde noviembre de 2017.
En mayo de 2019 El presidente Interino Juan Guaidó paga los intereses de uno de los tantos, los Bonos 2020 por 71.6 millones de dólares para tratar de impedir un juicio contra la filial Citgo. En octubre de 2019 el Departamento del Tesoro intervino para evitar que los acreedores de los bonos PDVSA2020 iniciaran el embargo de Citgo por una deuda de US $913.401 millones de dólares que vencen este 28 de octubre, la empresa Citgo esta valorizada entre 8 mil y 10 mil millones de dólares y fue dada en garantía por Nicolás Maduro que ha sido visto como un pésimo negocio por muchos economistas.

### Alimentos y productos
Políticas creadas por el expresidente Hugo Chávez sumergieron al país en una escasez experimentada a los inicios de la crisis. Estas políticas fueron continuadas por el presidente Maduro dando lugar a una mayor escasez, debido a la política del gobierno de Venezuela en la retención de dólares estadounidenses de todas las importaciones usando el control de los precios.

## Política económica del gobierno de Hugo Chávez (2007-2012)

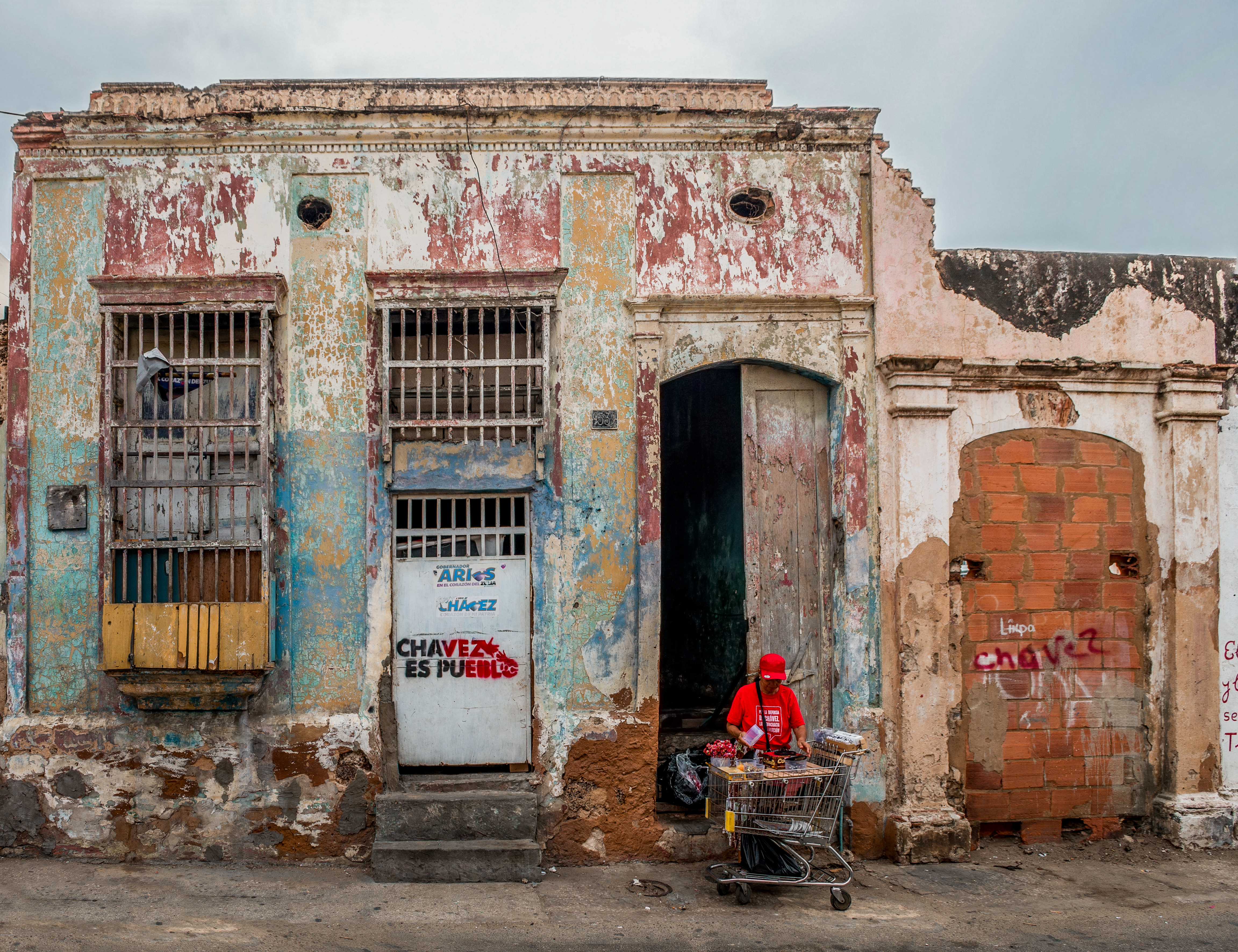
Mujer con indumentaria chavista sale de su casa deteriorada con propaganda en la fachada. Al final del gobierno de Hugo Chávez

Los efectos de la crisis económica empezaron a evidenciarse después de mediados del tercer mandato de Hugo Chávez. 

### Primeras señales de deterioro económico (2009)
El 9 de agosto de 2007 es la fecha que los analistas señalan como el inicio de la crisis económica a escala mundial. Ese día, como consecuencia de la crisis de las hipotecas subprime, se producen las primeras quiebras importantes de entidades financieras estadounidenses dedicadas al crédito hipotecario y a la titulización de activos. Sin embargo Venezuela pasaba por un boom petrolero desde 2004 a 2008 con un gobierno que controlaba todo el poder legislativo que permitió el abuso de un endeudamiento exagerado en convenios bilaterales con China y bonos de la República pagaderos a futuro a 10, 12 y 15 años, que serían las que años más adelante entre 2017 a 2019 marcarían el deterioro económico del país con atrasos en sus pagos y una acelerada inflación. 
En agosto de 2012 empieza la desaceleración económica en China, que hace temer un riesgo en las economías de América Latina. Venezuela ya tenía un compromiso desde 2007 de la entrega de una cuota de petróleo crudo a China, Ese mismo año un aumento constante de la producción Mundial de petróleo y una demanda estable, genera un superávit de este recurso que provocó una caída de precios de los crudos de referencia, WTI y Brent, ya que a principios de 2014 se encontraban por encima de los 100 dólares y a finalizar el año cayeron a los 50 dólares por barril. mientras que en Venezuela iniciaba desde 2008 una desaceleración de la producción petrolera por diversos factores de inversión.
Por esas fechas, en Venezuela la situación económica empieza a alertar sobre el estallido de la economía. Ya por esas fechas la empresa Gruma presenta suspensión de pagos, para el siguiente año retirarse completamente del país.

### Campaña electoral (agosto de 2012)
En cambio, la situación política de ese momento es de precampaña electoral, con la vista puesta en las elecciones presidenciales de 2012. El gobierno de Chávez, al frente del Ministerio de Economía, propone medidas populares electorales de gran calado social y alto impacto económico, como la creación de unos 3 millones de empleos en los próximos 7 años, al mismo tiempo que asegura que la situación económica venezolana se encuentra «en la mayor aceleración económica».

### Reelección de Chávez (octubre de 2012)
Tras una campaña electoral, Chávez gana las elecciones de octubre de 2012, aunque no con mayoría absoluta. El primer plan de medidas que aprueba el nuevo gobierno para atenuar la desaceleración de la economía venezolana es un mecanismo secundario de entrega de divisas con un tipo de cambio superior al oficial, administrado por el Banco Central de Venezuela y atado a la permuta de títulos de deuda. Durante los meses siguientes se conocen más datos de inflación y escasez.

### Fallecimiento de Chávez (marzo de 2013)
Debido a su delicado estado de salud Hugo Chávez nunca pudo ejercer las atribuciones de su cargo en su cuarto periodo presidencial que comenzaba en enero de 2013. Delegó sus responsabilidades en su vicepresidente Nicolás Maduro. Aunque en esta situación solo se mantendría por unos pocos meses hasta su fallecimiento en marzo de ese mismo año.

## Política económica del gobierno de Nicolás Maduro (2013-actualidad)
Tras negar la crisis en sus comienzos, El gobierno de Maduro tomó medidas económicas alejadas del programa electoral: aumento de la gasolina, aumento del sueldo mínimo, así como de las pensiones, aprobó un nuevo cono monetario, además de una nueva ley laboral que condujo a una huelga general. Todas estas medidas eran de tipo social, pero no se implementaron medidas para aumentar la producción para estimular la actividad económica. Además, el gobierno tenía compromisos que cumplir con China, Rusia, y tenía que pagar los bonos de deuda. Además el gobierno tuvo que hacer frente a juicios con multinacionales ExxonMobil, ConocoPhillips, Cristalex, además de a los problemas internos con aerolíneas, importadores, escasez de productos agrícolas alimentos y una medida de control que no deja despegar la industria nacional.
A principios de 2013, se dieron a conocer varios datos que alertan sobre un notable deterioro de la situación económica venezolana. La inflación se había disparado hasta niveles no vistos en doce años, lastrada por el descenso de los precios del petróleo y la escasez de los alimentos básicos; el desempleo empieza a crecer con casi cuatrocientos mil desempleados; se observan caídas en el consumo de los hogares, las ventas del comercio al por menor, el índice de producción industrial, el déficit fiscal, la recaudación por IVA, etc.

### Elección presidencial de Nicolás Maduro en 2013

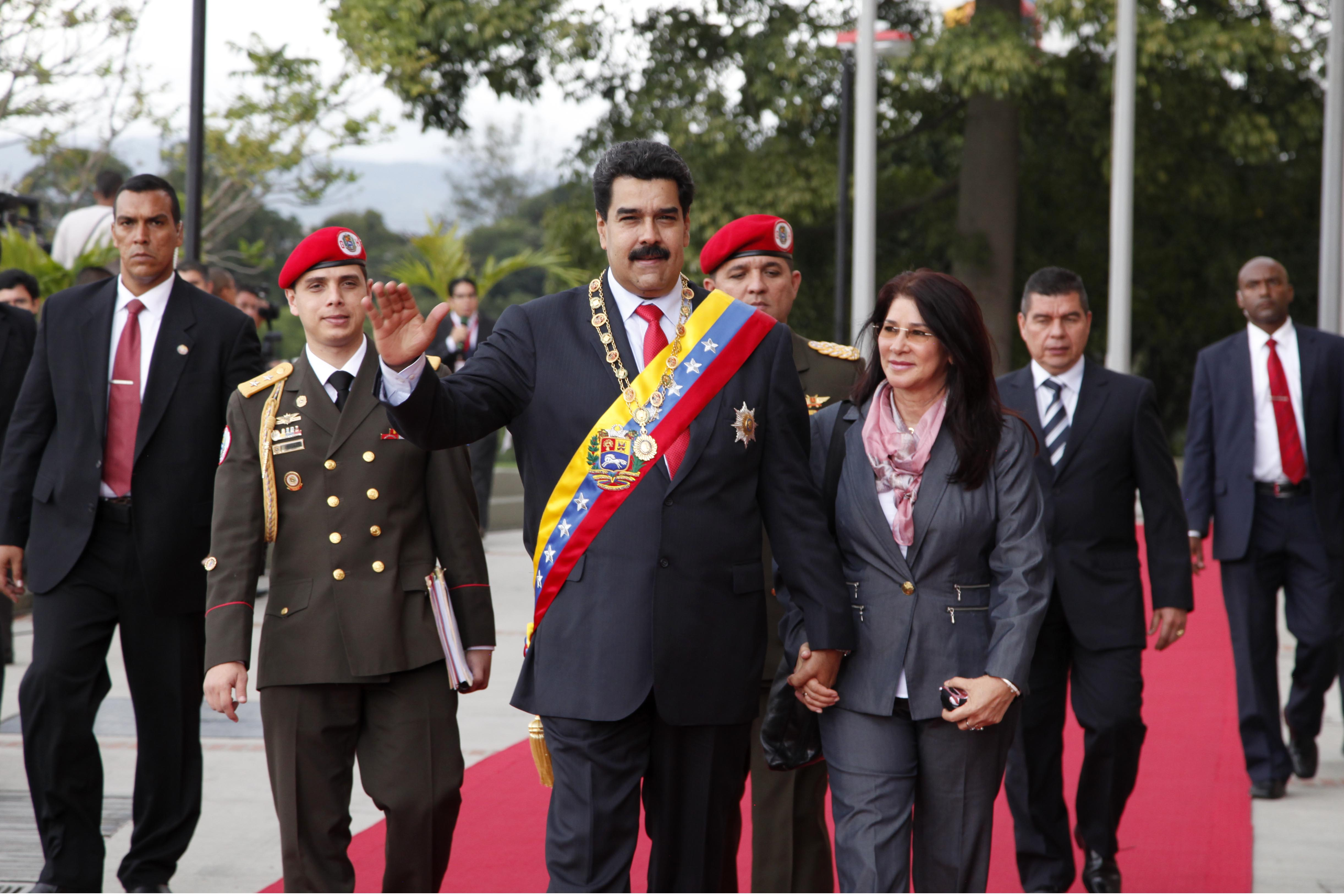
Nicolás Maduro en la II Cumbre del Alba-TCP-Petrocaribe, el 17 de diciembre de 2013.

El 14 de abril de 2013 se celebraron elecciones presidenciales en las que salió ganador Nicolás Maduro. El presidente asumió el cargo de presidente de gobierno el 19 de abril de 2013.
Las primeras medidas que tomó en noviembre de 2013 fueron las siguientes:
- Se creará la Corporación Nacional de Comercio Exterior.
- Presupuesto de divisas que está destinado a regular las necesidades de dólares del país "calculadas" y "presupuestadas".
- Establecimiento de una rígida ley de control de precios
- “Operación cívico militar” para inspeccionar empresas y comercios a fin de combatir el “acaparamiento y la especulación”[95]

Durante los meses siguientes se conocen más datos de inflación y escasez. El gobierno debe rebajar sus previsiones de crecimiento económico para 2013. Maduro sigue sin reconocer la crisis económica, a la que denomina «guerra económica» o «debilidades económicas», y destaca los logros económicos conseguidos durante el gobierno anterior sin descartar la aplicación de nuevas medidas de estímulo.

### Gira internacional (junio de 2013)

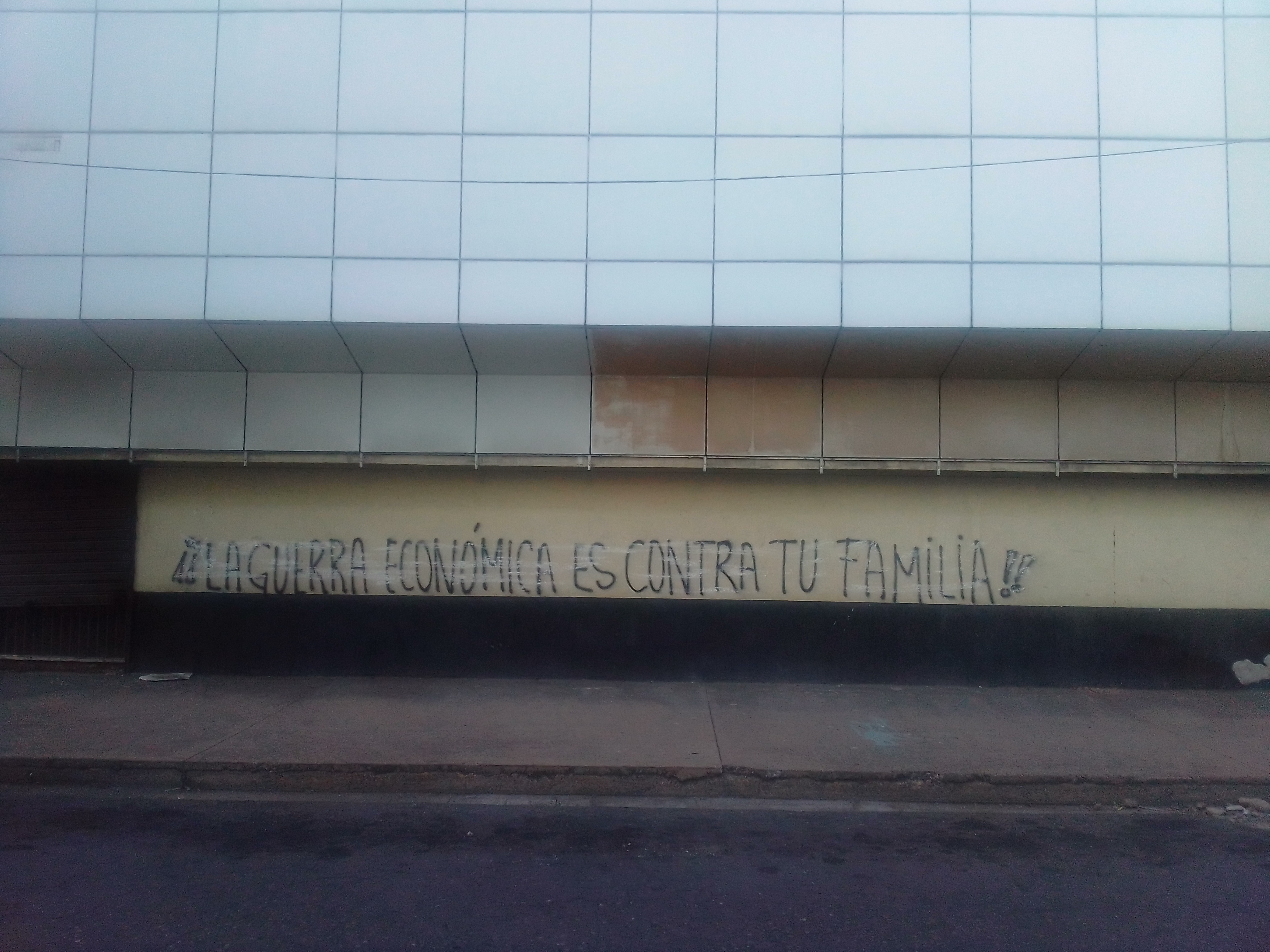
Grafiti donde se culpa a una supuesta guerra económica por la crisis.

A mediados de junio el presidente Nicolás Maduro inició una gira internacional por varios países de Europa que comenzó en Italia y en la Ciudad del Vaticano, donde fue recibido por el papa, al que Maduro pidió la canonización de José Gregorio Hernández.
El segundo país a visitar fue Portugal, donde asistió a la VIII comisión mixta Portugal-Venezuela. En ella se pactaron 14 acuerdos de cooperación bilateral, principalmente en tecnología, alimentación, salud, deportes y cultura. Finalizó su gira en Francia entrevistándose con el presidente François Hollande. Maduro manifestó su deseo de desarrollar una alianza estratégica antes de fin de año.
Después de la gira, el primer mandatario venezolano asistió al Foro de Países Exportadores de Gas en Moscú. En la cumbre se desarrolló un homenaje al fallecido presidente Hugo Chávez en el teatro Nueva Ópera. Nicolás Maduro aprovechó su visita para anunciar una "alianza estratégica" con Rusia.

### Apagón nacional (septiembre de 2013)
El 3 de septiembre de 2013, un apagón dejó el 70 % del país sin electricidad por cerca de tres horas en mitad del día. Otro apagón generalizado se produjo el 2 de diciembre de 2013, días antes de las elecciones municipales en todo el país, solo después de las 8:00 pm., hora local; comenzó a volver la electricidad en un plazo de una hora o dos", sin embargo, en las zonas más remotas de la nación de 29 millones de personas estaban todavía en oscuridad hasta altas horas de la noche." Críticos señalaron que la falta de mantenimiento había provocado el corte de luz, mientras que el presidente Maduro culpó a la oposición de sabotear la red nacional con el objetivo de desacreditarlo antes de las elecciones municipales en todo el país.
De acuerdo con un informe que muestra Runrunes, pruebas de la organización agua estatal Hidrocentro, mostraron que el agua del grifo contenía bacterias, desechos humanos, aceites, detergentes y materiales radiactivos en el estado Carabobo y otros estados de Venezuela.

### Plan productivo (noviembre de 2013)
A finales de noviembre de 2013, Maduro admite en un discurso ante grandes empresarios que existen «dificultades serias» con una economía «de crecimiento débil e inflación alta», y reconoce que la economía venezolana va a crecer «por debajo del 2 %». Para suavizar las consecuencias del deterioro económico, la pérdida de empleo y la escasez, Maduro anuncia un plan para mantener las empresas produciendo en diciembre y enero. Entre las medidas más significativas se encuentran la creación de la “Corporación Nacional para la Logística y Servicio de Transporte del Comercio Interno”, con el fin de mejorar el transporte y la distribución de productos.
Plan de Navidad Feliz y Dakazo
El Dakazo se refiere a un conjunto de medidas adoptadas por el gobierno venezolano con el objetivo de forzar a las tiendas minoristas de electrónica y hogar a vender sus productos a precios bajos, encontrándose Daka como la tienda más importante, el 8 de noviembre de 2013, semanas antes de las elecciones municipales y un mes antes de Navidad. El gobierno de Venezuela afirmó que Daka había etiquetado precios para sus productos con más del 1000 %, esto es debido a los controles de divisas del gobierno, un mercado negro de divisas aprobadas para las importaciones y corrupción entre los vendedores y funcionarios del gobierno. El anuncio de la reducción en los precios provocó el saqueo de tiendas y almacenes en varias ciudades de Venezuela. Los ajustes de precios forzados a Daka ayudaron al partido gobernante, PSUV de Venezuela, ganar en algunas de las elecciones municipales, sin embargo, la venta masiva de bienes causó una mayor escasez en los meses siguientes a las elecciones.
Durante la temporada de compras de Navidad de 2014, el gobierno venezolano también puso en marcha una iniciativa denominada "Plan Navidad Feliz", un plan que involucraba auditorías sobre ventas y la reducción forzada de los precios que el gobierno consideró inadecuados. Analistas advirtieron que este tipo de acciones pueden originar una repetición de actos similares a los acontecidos con el Dakazo, donde las tiendas Daka en Venezuela todavía se están recuperando de la escasez causada por las ventas y saqueos. Poco después del inicio del plan, los clientes se quejaron de que los juguetes de los niños populares ya habían sido vendidos en las tiendas. El presidente Maduro se encontraba experimentando récord de bajos de índices de aprobación; Reuters señaló que el plan de Navidad Feliz parecía similar a la estrategia del Dakazo, donde la popularidad y los índices de aprobación de Maduro aumentaron brevemente durante la temporada navideña de 2013. Días más tarde, Reuters llamó al plan "reescribiendo el Dakazo" después de que miles de venezolanos se reunieron de manera similar en las tiendas de Daka recibiendo reducciones de precios de hasta el 50 %, sólo unas semanas después de que algunas tiendas de Daka informaran su primer reaprovisionamiento desde el Dakazo.

### Insumos médicos (febrero de 2014)
En febrero de 2014, médicos del Hospital Médico Universitario de Caracas dejaron de realizar cirugías debido a la falta de suministros. La política de divisas del gobierno ha hecho que sea difícil importar medicamentos y otros suministros médicos en Venezuela. El director ejecutivo de la Asociación Venezolana de Hospitales y Clínicas, explicó cómo en menos de un mes, la escasez de 53 productos médicos se elevó a 109 productos y cómo el sistema CADIVI era el culpable ya que el 86 % de los suministros médicos son importados.
Un informe de Associated Press del 22 de febrero señaló que "grupos de enfermos en todo el país" estaban siendo "olvidados por un sistema de salud los médico que está colapsando tras años de deterioro." Médicos de un hospital "enviaron a casa a 300 pacientes con cáncer... cuando la escasez de suministros y equipos sobrecargados hicieron imposible que pudieran realizar cirugías que no son de emergencia. "el gobierno controla" los dólares necesarios para comprar suministros médicos", "simplemente no son suficientes dólares" los disponibles para esos suministros, informó AP. Como consecuencia, "muchos pacientes empezaron a morir a causa de enfermedades fácilmente tratables, luego de que el declive económico de Venezuela se acelerara después de la muerte de Chávez." Médicos comentaron que es imposible "saber cuántos han muerto, y el gobierno no mantiene actualizados tales números, al igual que no se publican estadísticas de salud desde 2010. "Entre los insumos" críticamente escasos "eran" agujas, jeringas y parafina utilizada en las biopsias para diagnosticar el cáncer; medicamentos para tratarla; equipos de sala de operaciones; Película de rayos X y papel de formación de imágenes; sangre y los reactivos necesarios para que pueda ser utilizada para transfusiones. "El mes anterior, el Gobierno había" suspendido la donación de órganos y trasplantes. "Además, más de 70 por ciento de las máquinas de radioterapia "fuera" ahora no funciona. "El Dr. Douglas Natera, presidente de la Federación médica Venezolana, dijo: "hace dos meses le pedimos al gobierno a declarar una emergencia", pero no se recibió respuesta. La ministra de Salud Isabel Iturria negó a dar una entrevista a la AP, mientras que un viceministro de Salud, Nimeny Gutiérrez, "negó en la televisión estatal que el sistema esté en crisis."

### Primera recesión de la crisis económica venezolana (2014-2015)

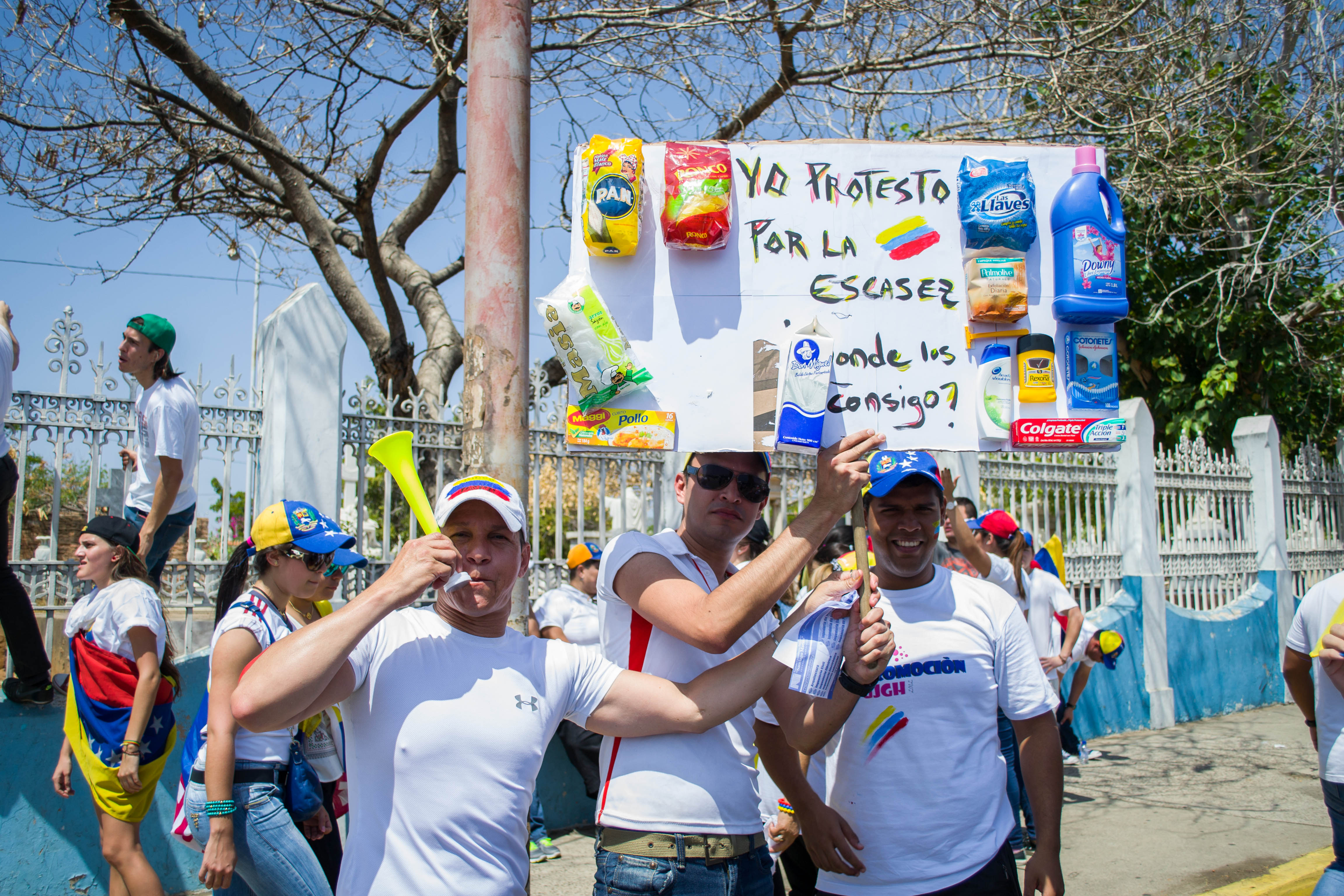
Un manifestante de la oposición durante las protestas en Venezuela de 2014.

Durante el tercer trimestre de 2014, la economía venezolana entra oficialmente en recesión al caer el producto interior bruto (PIB) un 2,3 %, descenso que se suma al 4,8 % del primer trimestre. En el segundo trimestre se reportó una caída de 4.9 %. Por otro lado, la escalada en la destrucción de empleo se va haciendo cada vez más notable: en enero de 2015 se supera la barrera de un millón de desempleados. En diciembre, Venezuela se convierte en el país que más empleo destruye del mundo, al rozar los dos millones de desempleados.
La primera recesión en Venezuela de la crisis termina en el tercer trimestre de 2015. Un año después, en el tercer trimestre de 2016, el país volvió a caer en recesión.

### Plan de activación económica (abril de 2014)

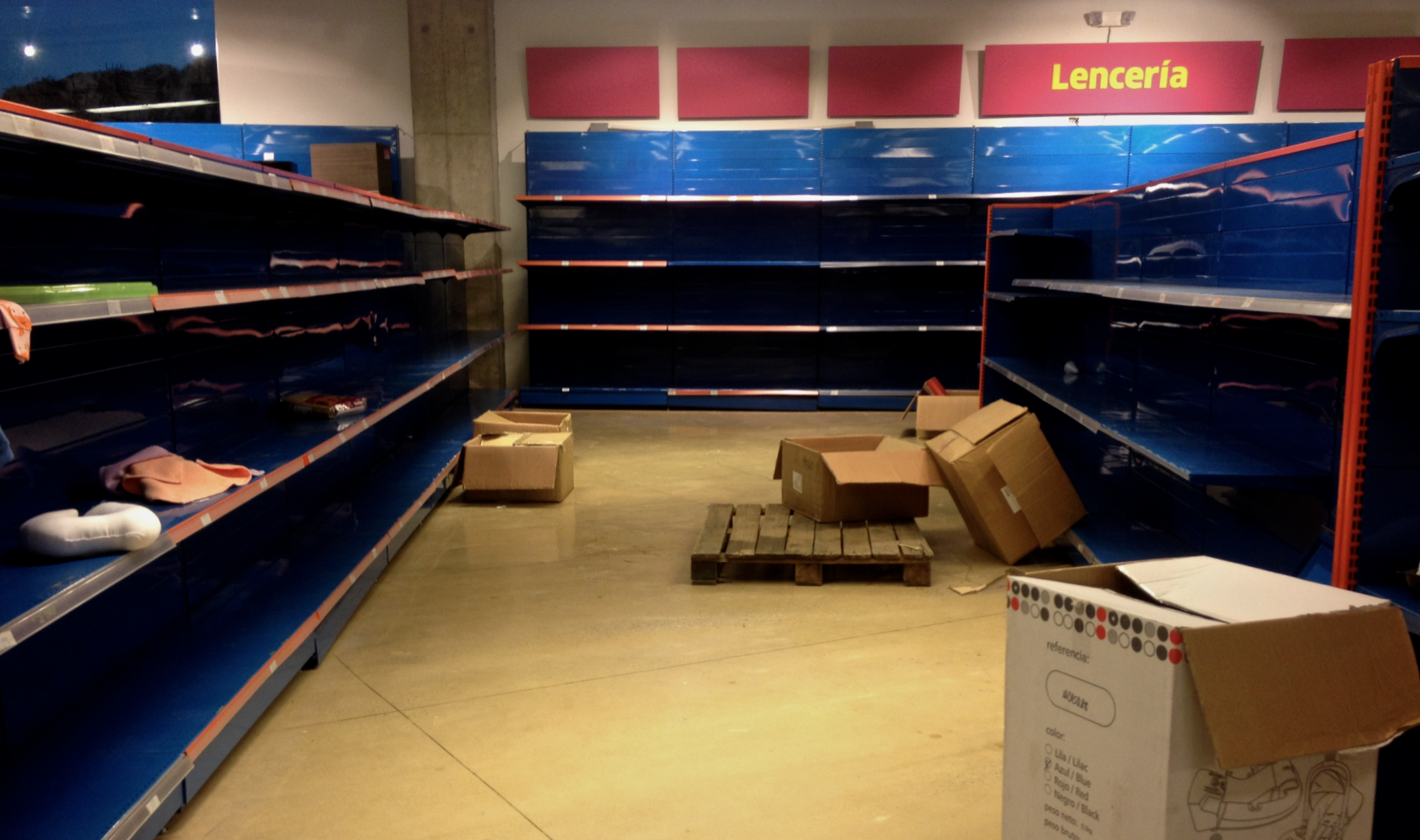
Escasez en los lineales de las tiendas venezolanas en noviembre de 2014.

El 22 de abril de 2014, el presidente Maduro dijo que tenía nuevos planes para una "ofensiva económica", centrada en tres objetivos: encontrar nuevas formas de estimular la producción económica en todos los niveles del país, ya que el crecimiento se había reducido en 2013 al 1,6 % después de un crecimiento récord del 5,6 % en 2012; desmantelar los obstáculos que dificulta que los productos lleguen a los ciudadanos comunes, como el aumento de inspecciones y sanciones a las empresas que se encuentren realizando contrabando o acaparamiento de bienes; continuar con la aplicación de una "ley de precios justos", que en algunos casos disminuía los beneficios para las empresas en un 30 %. El analista Heckel García, director de Econométrica, comenta que los planes "no serán suficientes" para que Venezuela salga de la crisis en que se enfrenta.

### Cumbre BRICS (julio de 2014)

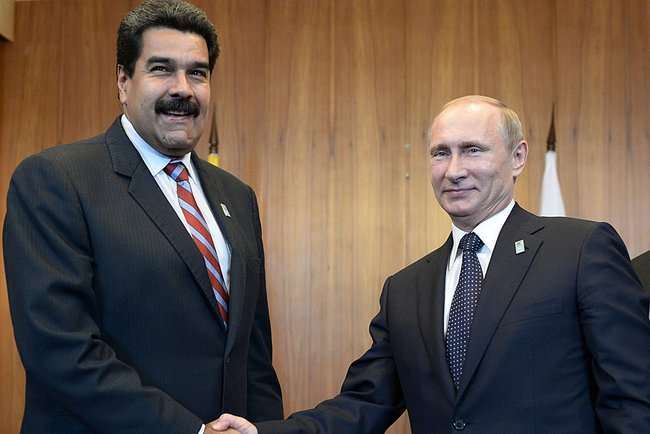
Bienvenida de Vladímir Putin a Maduro en la cumbre de los BRICS.

En julio de 2014 se celebra en Fortaleza la sexta cumbre de los BRICS, que reúne a los países con economías nacionales emergentes más importantes del mundo. Aunque Venezuela no es uno de los países inicialmente invitados, después de un intenso trabajo diplomático consigue asistir a la cita. La cumbre concluye con la aprobación por unanimidad de una serie de acuerdos y compromisos con el objetivo de reformar y fortalecer los mercados financieros de los países miembros, creando así el Nuevo Banco de Desarrollo. 
En este contexto, Maduro negoció una línea de crédito con el presidente ruso Vladímir Putin para ayudar a mitigar la difícil situación que atraviesan miles de familias y empresas en Venezuela.

### Derrumbe del mercado petrolero (agosto de 2014)
Se estima que para 2014 la producción petrolera era alrededor de 2,7 millones de barriles por día, un 13 % menos que cuando Hugo Chávez asumió la presidencia en el año 1999. Escasez y racionamiento de gasolina son comunes en algunas zonas de Venezuela, que según el gobierno venezolano, es consecuencia de la lucha contra el contrabando de combustible a Colombia. PDVSA señaló que el suministro de gasolina estaba funcionando normalmente y que largas colas en las gasolineras eran "rumores desestabilizadores de facciones opositoras al gobierno bolivariano".
El 5 de agosto de 2014, después de varios intentos de subir el precio de la gasolina, el ministro de Petróleo y presidente de PDVSA, Rafael Ramírez, anunció que Venezuela elevaría los precios de la gasolina para consumo doméstico. El gobierno estima que PDVSA tenía pérdidas anuales de 12 500 millones dólares debido a los precios de la gasolina subvencionados, PDVSA pagaba 28 veces más para producir gasolina y 50 veces más por el gasóleo de lo que pagan los consumidores en las gasolineras. Sin embargo, Rafael Ramírez fue retirado de la presidencia de PDVSA y el ministerio de Petróleo al mes siguiente.
En septiembre de 2014, se informó de la posible venta de Citgo, supuestamente debido a una "necesidad de divisas" apresurada para pagar deudas a China. La venta de los activos de Citgo, según reportes, podría estar entre $8 mil y $10 mil millones. Los compradores potenciales podrían colocar ofertas para activos individuales, que incluyen refinerías, terminales, almacenamiento y operaciones de venta al por mayor. En octubre de 2014, los precios del petróleo de Venezuela cayeron al precio de cuatro años antes, el presidente Maduro llamó a una reunión de emergencia con la OPEP. con los precios del petróleo de Venezuela a 77,65 dólares por barril, abajo de $ 15 desde el mes anterior, el presidente Maduro indicó más adelante que en el presupuesto de Venezuela para 2015, los precios del petróleo se colocaron alrededor de 60 dólares por barril contrastando los promedios anteriores de casi $ 100 por barril.

#### Otros recursos

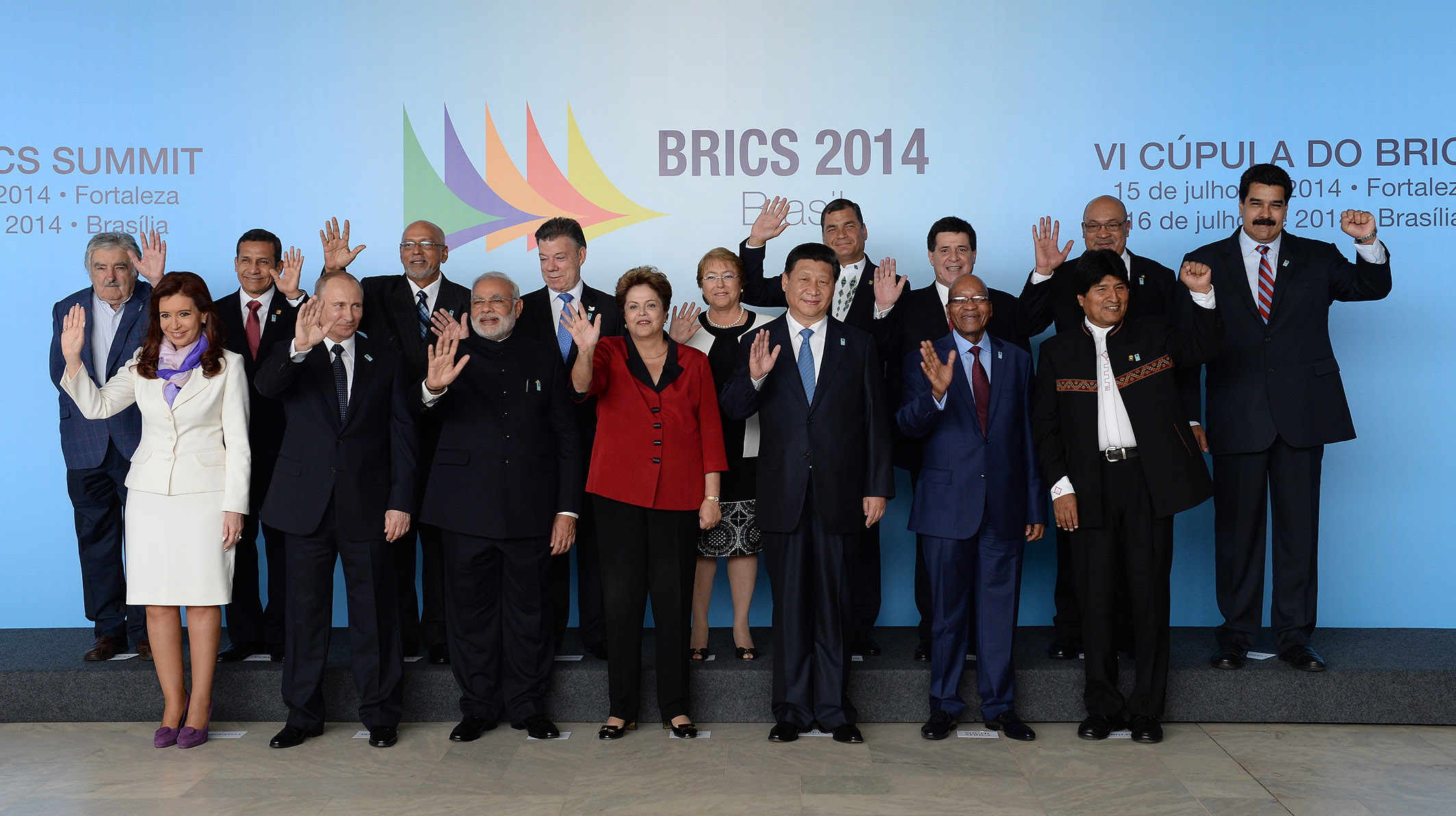
Fotografía oficial de la Cumbre BRICS y América del Sur en Brasil.

Durante la crisis económica de Venezuela, la tasa de oro excavado cayó un 64,1 % entre febrero de 2013 y febrero de 2014, la producción de hierro cayó un 49,8 %.

### Recorte del gasto social (diciembre de 2014)
En diciembre de 2014 se procedió a un recorte del gasto público social por valor de unos 108.000 millones de bolívares. Entre las partidas recortadas se aplicó una reducción del sueldo de los funcionarios.

### Financiación (enero de 2015)
El 4 de enero Maduro emprende un viaje por Rusia, China, Irán, Arabia Saudita, Catar, Argelia y Portugal, buscando financiamiento a su gobierno y haciendo campaña para aumentar el precio del barril de petróleo, el cual había caído drásticamente.

### Medidas de 2015
En 2015 se aprueba en Consejo de Ministros otro paquete de medidas de las que las más importantes son:
- Creación de SIMADI
- Reforma en Ley de Precios Justos.
- Unificación de los Ministerios de Industria y Comercio.
- Asignación de 110.000 pensiones.

### Emergencia económica (enero de 2016)
Para el 25 de enero de 2016, se da a conocer un Decreto de Emergencia Económica Nacional, por parte del ministro de economía Luis Salas. El decreto pretende garantizar el bienestar de la sociedad venezolana y minimizar la crisis financiera, con medidas que ayuden a cambiar de un modelo rentista a un modelo productivo. 
Días después se crea una comisión para evaluar el “Decreto de Emergencia” en la Asamblea Nacional, dirigida por el diputado José Guerra. Cuatro días más tarde la Asamblea Nacional rechaza decreto de emergencia, alegando que la propuesta asentará la crisis económica. Por su parte, el presidente Nicolás Maduro, anunció que para el sector exportador del país el tipo de cambio Sicad II, pasa al SIMADI.

### Otras medidas económicas (febrero de 2016)
Entre febrero y marzo de 2016 hubo otra serie de eventos económicos que fueron noticias:
- Aumento de la gasolina, quedando en 1 Bs. para la de 91 octanos y en 6 Bs. para la de 95 octanos.[155]
- Aumento del salario mínimo a 11 578 Bs.[156]
- Se devalua nuevamente la moneda nacional; el sistema marginal de divididas (SIMADI) pasa a ser sistema complementario flotante, pasando de un dólar a 6,13 Bs., a 10 Bs.[157][158]
- Subida del IVA.[159]

### Lanzamiento del nuevo cono monetario (diciembre de 2016)
El 7 de diciembre el BCV da a conocer los nuevos billetes que comenzaron a circular en Venezuela, para así alcanzar la inflación que ya se había disparado a niveles históricos.

### La crisis del BCV y sus consecuencias (diciembre de 2016)

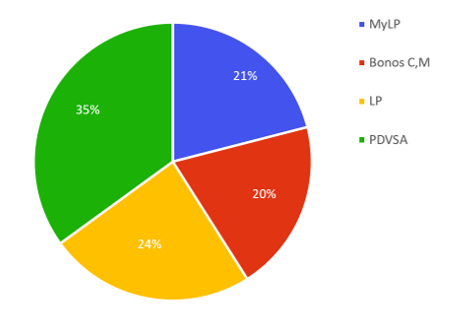
Deuda del estado venezolano, 2016, Plataforma Auditoría Pública y Ciudadana (PAPC)

El 27 de diciembre se anunció una inyección monetaria al BCV, que llevaría a la dimisión de su presidente Nelson Merentes, o a su cese según otras fuentes. Después de unos meses Fitch Group rebaja la calificación crediticia de Venezuela a “CC”, citando la probabilidad de que el país caiga en una moratoria de sus obligaciones. En esa semana la prima de riesgo de la deuda venezolana alcanza máximos históricos.

### Reforma constitucional (mayo de 2017)

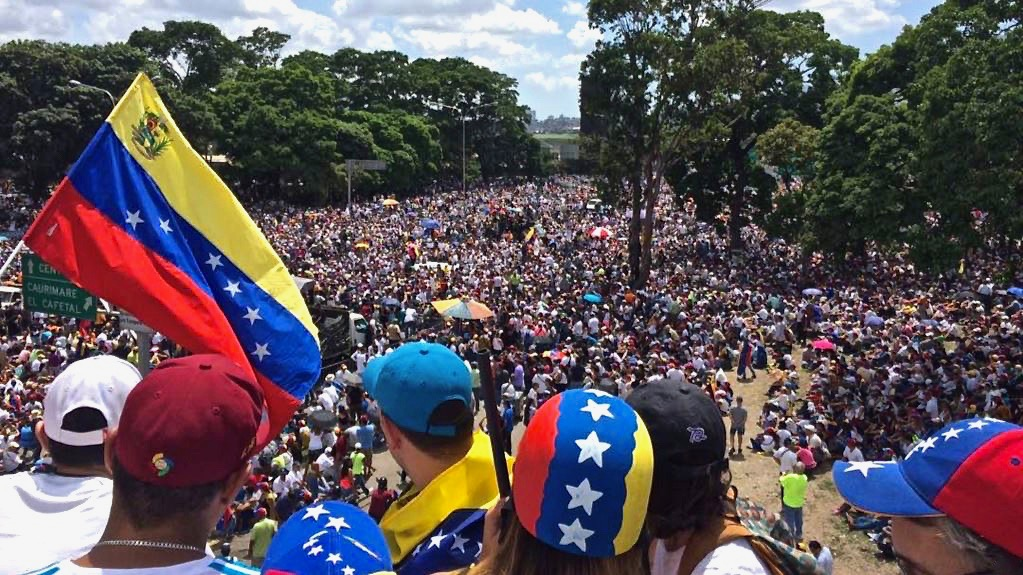
Manifestación en contra de la reforma constitucional, en mayo de 2017. Quizás el punto más criticado de la reforma por los sindicatos fue la prohibición de participación electoral de partidos opositores.

El gobierno emprendió una reforma de la constitución que exigía que el gobierno tendría un techo de déficit que no podría superarse. A tres años de instalada la Asamblea constituyente no se hizo nada, no se discutió, no se aprobó ningún proyecto de reforma y cerrará la institución en diciembre de 2020 descartando tal reforma, todo fue tiempo perdido con un solo objetivo bloquear el ejercicio de la  Asamblea Nacional de mayoría opositora, durante su periodo de existencia fue considerada ilegal e inconstitucional que estuvo conformada por 545 constituyentes todos pertenecientes al partido del gobierno sin la participación de partidos opositores, habiendo transcurrido más de 1173 días doce veces más tiempo y cuatro veces más diputados que la constituyente de 1999

### Medidas económicas de 2017
El consejo de ministros aprueba un programa de ocho reformas económicas para su aplicación en varios sectores, entre ellosː 
- Ley de Comités Locales de Abastecimiento y Producción.
- Ley de Régimen Tributario para Desarrollo Soberano del Arco Minero.
- Ley para crear régimen especial tributario.
- Ley para crear un Gran Consorcio AgroSur.

### El rescate financiero de Venezuela (mayo de 2017)
El 27 de marzo de 2017, tras varias semanas en que la prima riesgo de Venezuela había estado en niveles altos, se convoca una reunión para discutir cómo inyectar capital a la banca venezolana. Ese mismo día, se hace público que las necesidades de capital de la banca venezolana se estimaban en 50 millones de dólares. Finalmente el CAF - Banco de Desarrollo de América Latina y el Caribe comunicó su intención de aportar hasta 40 millones de dólares al Banco Central de Venezuela que pertenece al gobierno venezolano.

### Venezuela en default selectivo (noviembre de 2017)
Empresas calificadoras de riesgo declararon en noviembre de 2017 a Venezuela en default selectivo entre ellas esta Fitch Group sobre la deuda de la petrolera que fue casi simultánea a la de la calificadora Dagong Global Credit Rating al igual que la empresa Standard & Poor's
Para septiembre de 2020 Venezuela se ha mantenido en suspensión de pagos durante los tres últimos años y esta tratando de renegociar su deuda frente a los tribunales nacionales, ofreciendo una oferta condicional para evitar la prescripción de los bonos, considerándose una prórroga hasta el 15 en noviembre de 2020, ya que en octubre no se llegó a un acuerdo, los bonistas americanos deben abstenerse de tener una denuncia ante un tribunal internacional, pero resulta difícil de aceptar por las medidas económicas aplicadas para renegociar por el gobierno de Estados Unidos para lo cual es necesario una licencia especial de las autoridades regulatorias. El país se encuentra carente de liquidez y entrando en su séptimo año de recesión

### Medidas económicas de 2018
- 30 de abril aumenta el salario mínimo insuficiente para la hiperinflación el cual pasó de bs. 392 mil 642 a un millón de bolívares (el sueldo cayó de 12 dólares a 8 dólares mensual).[176]
- Aumento del 95,4 % en el salario mínimo, definido por el monto de 2 555 500 bolívares.(equivalente a $4.36 dólares mensuales)
- En mayo de 2018 se produjo la intervención de Banesco, el mayor banco de Venezuela.[177]

### Supuesto Plan de recuperación económica (agosto de 2018)
Dada la envergadura histórica de esta crisis económica, Maduro presenta el 17 de agosto un plan para el estímulo de la economía y el empleo, un proyecto con 9 medidas económicas para ayudar a mitigar la difícil situación que atraviesa la economía de Venezuela. Las medidas se agrupan en cuatro ejesː apoyo a las familias, fomento del empleo, apoyo al sistema financiero y modernización de la economía.
De todas las medidas, la más destacada es la creación de la nueva moneda nacional, llamada Bolívar Soberano. De esta manera, se eliminaron cinco ceros a la antigua moneda. Otras medidas incluidas en el Plan sonː incremento del IVA de 12 % a 16 %, aumento de los salarios nominales de 6.000 %, aumento del precio de la gasolina a nivel de los precios internacionales.

## Causas posibles
La abrupta caída del precio del petróleo, de unos 110 dólares por barril a finales de 2014 a 50 dólares por barril seis meses más tarde fue el principal impacto externo para que muchos problemas estructurales produjeran un shock en la economía. El gobierno de Nicolás Maduro mantenía un gasto social excesivo asociado al ingreso petrolero, pero cuando el precio cayó no pudieron seguir financiando la economía pública de la misma manera. Además las sanciones de Estados Unidos y una combinación de mala gestión y corrupción contribuyeron a que el colapso fuera mucho más grave que lo que el shock de los precios del petróleo por sí mismo hubieran producido.

### Política económica errada
Desde 2003 el gobierno de Chávez decretó un control de precios y restricciones a los ciudadanos al acceso a moneda extranjera (ver CADIVI). Estas y otras medidas introdujeron algunas disfuncionalidades a la dinámica económica que implicaron que algunos desequilibrios económicos se mantuvieran artificialmente. Eso desembocó en escasez de ciertos alimentos y aún más serio, en la crisis bancaria de 2009 en Venezuela. Todo eso dificultó el acceso de muchas empresas al crédito, lo que a medio plazo supuso una caída de la producción. Aun así los altos precios del petróleo permitían al gobierno hacer frente a sus compromisos y a un elevado gasto público, al menos hasta 2014, cuando una caída notable del precio del petróleo haría insostenible este gasto.

### Excesivo gasto público y aumento de la deuda
Hacia 2011 el gasto público alcanzó su máximo histórico, un 39,4 % del PIB. En el mismo año el ingreso del estado era algo más bajo 31,1 %. La diferencia era asumible y se obtenía mediante endeudamiento estatal. Sin embargo, con el avance de la crisis los ingresos públicos cayeron mucho más rápido que el gasto público y esto llevó a un notorio endeudamiento del estado. La deuda bruta del gobierno pasó de un modesto 27,6 % en 2009, a un 85,4 % en 2013, un 133,6 % en 2017 y un 327,7 % en su máximo en 2020. Ese nivel de endeudamiento, hizo que la prima de riesgo de Venezuela y sus calificaciones crediticias empeoraran mucho, lo cual dificultaría al gobierno conseguir préstamos en el exterior a un coste razonable. El gobierno trató de reducir el gasto público a partir de 2013, pero sólo en 2019 pasó al 18,7% del PIB frente al 36,7% del año anterior, ya que para ese año el ingreso público se había reducido solo al 8,7 % del PIB, por lo que un gasto público por encima del 30% era absolutamente inasumible. En todo el período de crisis el balance estructural entre ingresos y gastos fue negativo, por lo que la deuda pública no dejó de aumentar.

### Descontrol de liquidez de la moneda
El gobierno imprime billetes sin respaldo para cubrir su presupuesto.

## Consecuencias

### Emigración
Entre 2014 y 2021, más de tres millones de venezolanos dejaron el país, migrando principalmente a los países vecinos. La población pasó de 30,71 millones en 2016, su máximo histórico, a 26,54 millones en 2022. Esto supone que cerca de un 25% de la población abandonó el país.

### Aumento de la desigualdad
Entre 2014 y 2018 la crisis afectó a toda la población pero los más pobres perdieron mucho más que los más ricos.

### Crisis alimentaria
La crisis causó una contracción del consumo privado en general y, más concretamente, del consumo de alimentos. El periodo 2015 – 2016 el gasto en alimentos se contrajo un 6 % en términos reales. Entre los alimentos cuyo consumo per cápita experimentó una mayor reducción figuran aquellos que suministran más proteínas y, en general, los alimentos frescos como carnes, pescados y frutas. Aumentaron los derivados lácteos y el azúcar, probablemente utilizados como sustitutivos de bienes de primera calidad más caros (carnes y pescados frescos).

### Sistema de salud pública
La  crisis económica en Venezuela afecta en el sistema público de salud, sobre la escasez de materiales médicos en quirófanos públicos que se ubica en 74%, y en un 34% en las emergencias», dice el informe de la organización no gubernamental la ONG Médicos por la Salud.

### Desgaste del oficialismo
Desde 2015, las encuestas del IVAD revelaron un declive progresivo del número de votantes potenciales al principal partido que ha gobernado durante la crisis, el Partido Socialista Unido de Venezuela Este desgaste comenzó a manifestarse con el alza de partidos políticos hastiados con la corrupción política (absentismo laboral, nepotismo, latrocinio, caciquismo...) y la crisis institucional, que inicialmente fueron encabezados por las fuerzas existentes en el Asamblea Nacional, como Voluntad Popular. Posteriormente en las elecciones al Parlamento Venezolano de 2015, la Mesa de la Unidad Democrática superó el 56 % de los sufragios. A partir de junio de 2016 todas las encuestas revelaron un fuerte aumento de apoyo hacia la MUD que a principios de 2015 era la primera fuerza en intención de voto, y parecía tener posibilidades de alcanzar el gobierno en las elecciones presidenciales de 2018. Durante la primera parte de 2017, se debatió ampliamente sobre la posibilidad de que el nuevo partido alcanzara a ganar las elecciones.

### Hiperinflación
Declarada a partir de noviembre de 2017, las diferentes medidas económicas adoptadas hasta la actualidad no han contenido la devaluación de la moneda nacional, muchos bonos de la deuda se encuentran en default y no hubo aumento en la producción de petróleo ni de las exportaciones no tradicionales, los indicadores económicos continúan muy elevados, el año 2019 terminó con una inflación de 7.374.4% anual.

### Cierre de empresas multinacionales
El control de cambio y precios, limitación de divisas y los altos niveles de inflación hacen que los empresarios venezolanos tengan problemas en llevar a cabo su trabajo cotidiano. Algunas organizaciones logran mantenerse pese la turbulencia, 28 mil se vieron obligadas a cerrar en 2015.
A pesar de no contar con una cifra oficial, el comportamiento de los últimos años ofrece una noción de lo que se registró en 2015 en cuanto a cierre de empresas, 52 por ciento de las empresas que operaban para 2001 cerraron sus puertas. Venezuela pasó de tener 672 642 empresas a 324 732 en enero de 2015.  En el estado Zulia, cerraron aproximadamente unas 3000. Según el presidente de la Unión Empresarial del Comercio y los Servicios del Estado Zulia (UCEZ) Gilberto Gudiño Millán, el exceso de controles es uno de los principales causantes de la coyuntura económica que vive al país y que empuja al empresario a cesar sus funciones.
Durante 2014 hubo una estampida de empresas del país que decidieron contra todo pronóstico dejar o mudarse a otras naciones, como la empresa Wonder de Venezuela (empresa textil), Clorox y Pine-sol (empresas de productos de limpieza), la compañía metal-mecánica EFCO de Venezuela.
Otras multinacionales, optaron por ejecutar otra medida: desconsolidar de sus balances financieros sus operaciones venezolanas para evitar que las pérdidas en el país, bajen las utilidades de la compañía. Esto hicieron empresas proveedoras de servicios petroleros Halliburton y Schlumberger, así como Ford y la empresa Zara que en abril de 2014 cerró seis tiendas en todo el país.

### Tasa de suicidios
El aumento de casos de suicidios de acuerdo con el Observatorio Social Humanitario (OSH), en los último dos años la tasa de casos de suicidios en Venezuela subió 11 %, de 306 casos en 2020 a 341 víctimas en 2022. «Nosotros estamos considerando el efecto de la hiperinflación, que tiene un aumento exponencial, y el efecto del duelo migratorio ha generado un impacto brutal en la familia, existe una presión producto de la tristeza por la ausencia de la persona», explicó Aaron Espinoza, presidente del Instituto de Previsión Social del Psicólogo. De los 48 centros psiquiátricos públicos en el país, varios de ellos afrontan el deterioro en instalaciones, déficit de recursos y falta de personal. Víctor Méndez, presidente del Colegio de Psicólogos de Miranda, advirtió «Las principales víctimas de suicidio son niños, niñas, adolescentes y personas de la tercera edad», «El venezolano se encuentra inmerso en un contexto sociopolítico y económico bien complicado y las respuestas se han restringido muchísimo, por lo que más prevalece ante esta situación conflictiva es lo impulsivo agresivo. la capacidad de respuesta del venezolano se ha visto mermada» precisó.
Médicos Unidos Venezuela exigió que entren en funcionamiento programas de salud y se dé respuesta a los problemas que por años han provocado que los ciudadanos tomen la decisión de quitarse la vida principalmente en el estado Mérida. El problema de salud pública, el suicidio ha hecho que las autoridades coloquen rejas en el viaducto miranda y pongan personal de seguridad policial en otros viaductos de la ciudad. Un total de 39 presuntas muertes por suicidio y 18 intentos de suicidio en la ciudad de Mérida entre enero y agosto de 2023 revela el Observatorio Venezolano de Violencia.  El 59.5 % implicó ahorcamiento, mientras que un 27.0 % el lanzamiento desde lugares elevados se ubica en el segundo lugar, desplazando al envenenamiento al tercer puesto con un 10.8 %. El cuarto lugar lo ocupa el uso de armas de fuego, con un 2.7 %
OVV contabilizó 256 suicidios en Venezuela entre enero y julio de 2023, el aumento del índice de suicidios en Venezuela tiene su origen a la crisis económica y la falta de acceso a servicios médicos especializados.

### Otras consecuencias
La crisis económica no produjo un aumento de robos ni de atracos, al menos de forma pública o visible. Al contrario, según datos institucionales la tasa de criminalidad en Venezuela continuó con una tendencia a la baja.